# Jan Chryzostom Frąckiewicz Radzimiński
Jan Chryzostom Frąckiewicz Radzimiński herbu Brodzic – archimandryta czerejski w 1703 roku.
Był uczestnikiem synodu zamojskiego w 1720 roku.